# Antonín František Slavík
Antonín František Slavík (20. Januar 1893 in Prag – 27. Oktober 1942 in Berlin-Plötzensee). Er war Direktor der Brünner Radiostation Radiojournal. Er schloss sich der Widerstandsgruppe Obrana národa an, wurde deswegen 1939 verhaftet und 1942 in Berlin-Plötzensee hingerichtet.

## Leben
Antonín František Slavík war der Sohn von Antonín Slavík, einem Schlosser und der Hausfrau Antonie Slavíková (geborene Helclová). Nach dem Abitur begann er 1911 ein Studium an der Tschechischen Technischen Universität Prag. 1914 unterbrach er sein Studium und diente während des Ersten Weltkrieges in der österreichischen Armee und kämpfte an der russischen Front. Später diente er in der tschechoslowakischen Armee und wurde Offizier in der Telegrafentruppe. 1920 wurde er Kommandeur des Militärradiosenders in Bratislava. In den 20er Jahren schloss er sein Studium an der Schule für Elektrotechnik in Brno ab, danach ging er an die École supérieure d´électricité in Paris und studierte schließlich von 1926 bis 1931 Musikgeschichte und Kunstgeschichte an der Masaryk-Universität und er erlernte sieben Sprachen – Deutsch, Französisch, Polnisch, Englisch, Italienisch, Esperanto und Russisch.
Am 21. Juni 1920 heiratete er Marie, geborene Šerksová. Im April 1921 wurde Sohn Vladimir geboren, 1923 Tochter Blažena (sie starb bereits 1939).
1925, Slavík war 1924 aus Paris zurückgekehrt, begann er seine Arbeit für Radiojournal als einer der ersten fünf Mitarbeiter. Um sich dieser neuen Aufgabe besser widmen zu können, täuschte er eine zugezogene Behinderung vor, er begann zu hinken und erreichte so seine Entlassung aus der Armee und ab 1926 arbeitete er Vollzeit für das Radiojournal und wurde schließlich Direktor. Er ließ Sendungen über Minderheiten machen, sendete auf Deutsch für die deutschsprachige Bevölkerung Brnos, aber auch auf Esperanto. Auch Theatervorstellungen wurden übertragen. Slavík wollte mit seinen Sendungen Bildung vermitteln.

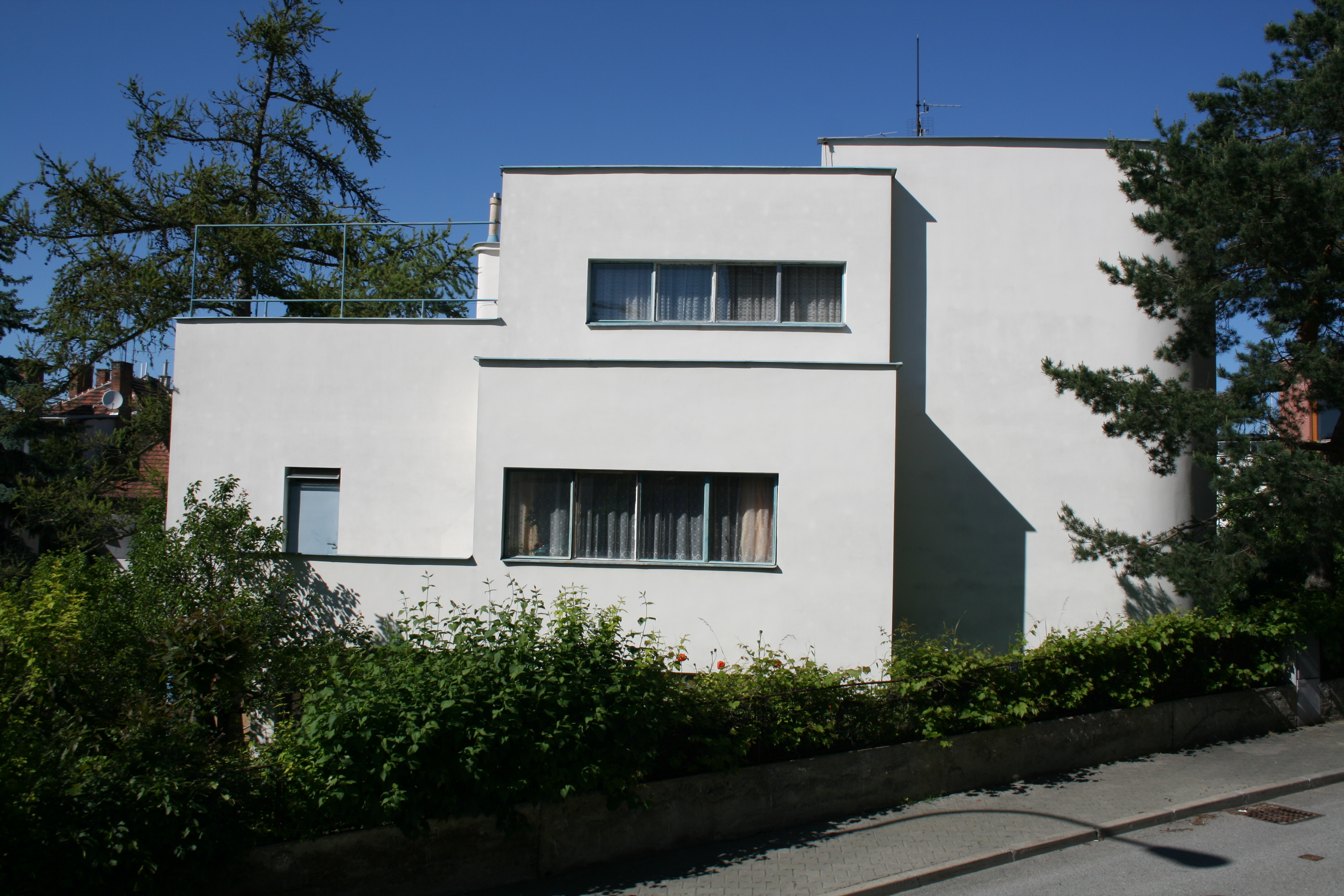
Villa Slavík in Brünn, erbaut von Josef Kranz

Er schloss sich der Widerstandsgruppe Obrana národa (Verteidigung der Nation) an, welche sich ab Sommer 1939 bildete. Am 14. Dezember 1939 wurde er deswegen verhaftet. Zuerst wurde er in die Festung Špilberk gebracht, dann ins Kounicovy koleje, einem Gebäude, das ursprünglich ein Studentenwohnheim war und seit 1940 als Gestapo-Gefängnis und Hinrichtungsstätte diente und dann nach Berlin. Hier wurde er am 9. Juni 1942 zum Tode verurteilt und in das Strafgefängnis Plötzensee verbracht. Slavíks Frau sah ihn zuletzt im Mai 1941, weitere Besuche wurden nicht genehmigt. Am 27. Oktober 1942 wurde das Todesurteil in Plötzensee vollstreckt.
In den 1930er Jahren ließ sich Slavík in Brünn von Josef Kranz eine Villa im Stil des Funktionalismus erbauen. Sie befindet sich noch heute im Besitz der Familie Slavík und steht unter Denkmalschutz. Vor dieser Villa, seinem letzten Wohnsitz, verlegte Gunter Demnig am 17. September 2014 einen Stolperstein für Antonín František Slavík.

## Gedenkstätten

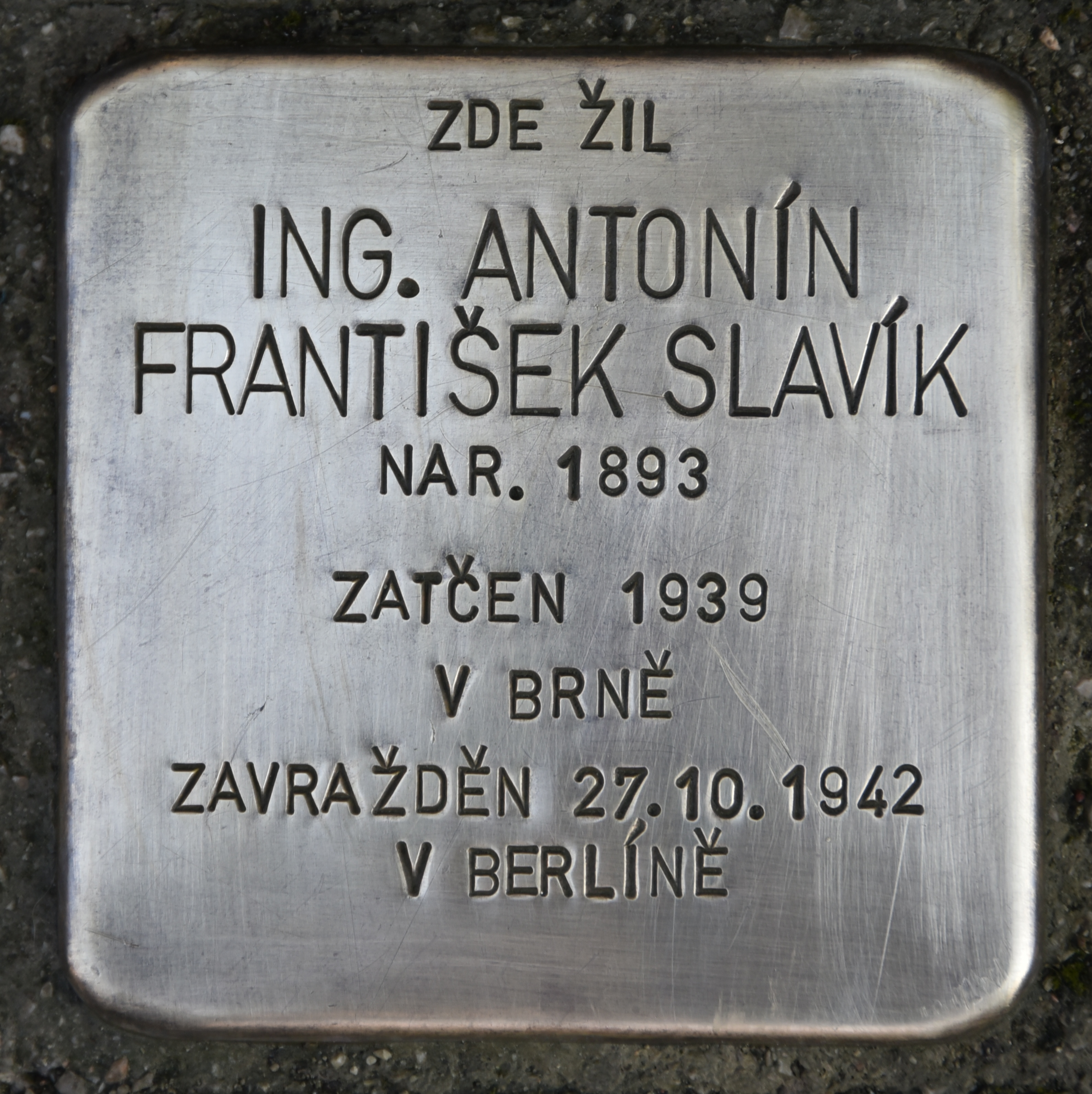
Stolperstein für Antonín František Slavík

Für Antonín František Slavík wurden folgende Gedenkstätten errichtet:
- 1994 Enthüllung eines Denkmals in der Lobby des Tschechischen Rundfunks für die Mitarbeiter des Radios, die Opfer der Besetzung wurden.[1]
- Am 17. September 2014 verlegte Gunter Demnig einen Stolperstein in der Brünner Tůmova 2086/15. Die Inschrift lautet (hier mit einer Übersetzung):

| ZDE ŽIL ING. ANTONÍN FRANTIŠEK SLAVÍK NAR.1893 ZATČEN 1939 V BRNĚ ZAVRAŽDĚN 27.10.1942 V BERLÍNĚ | HIER LEBTE ING. ANTONÍN FRANTIŠEK SLAVÍK GEB. 1893 VERHAFTET 1939 IN BRNO ERMORDET 27.10.1942 IN BERLIN |